# Wojciech Kowalczyk (architekt)

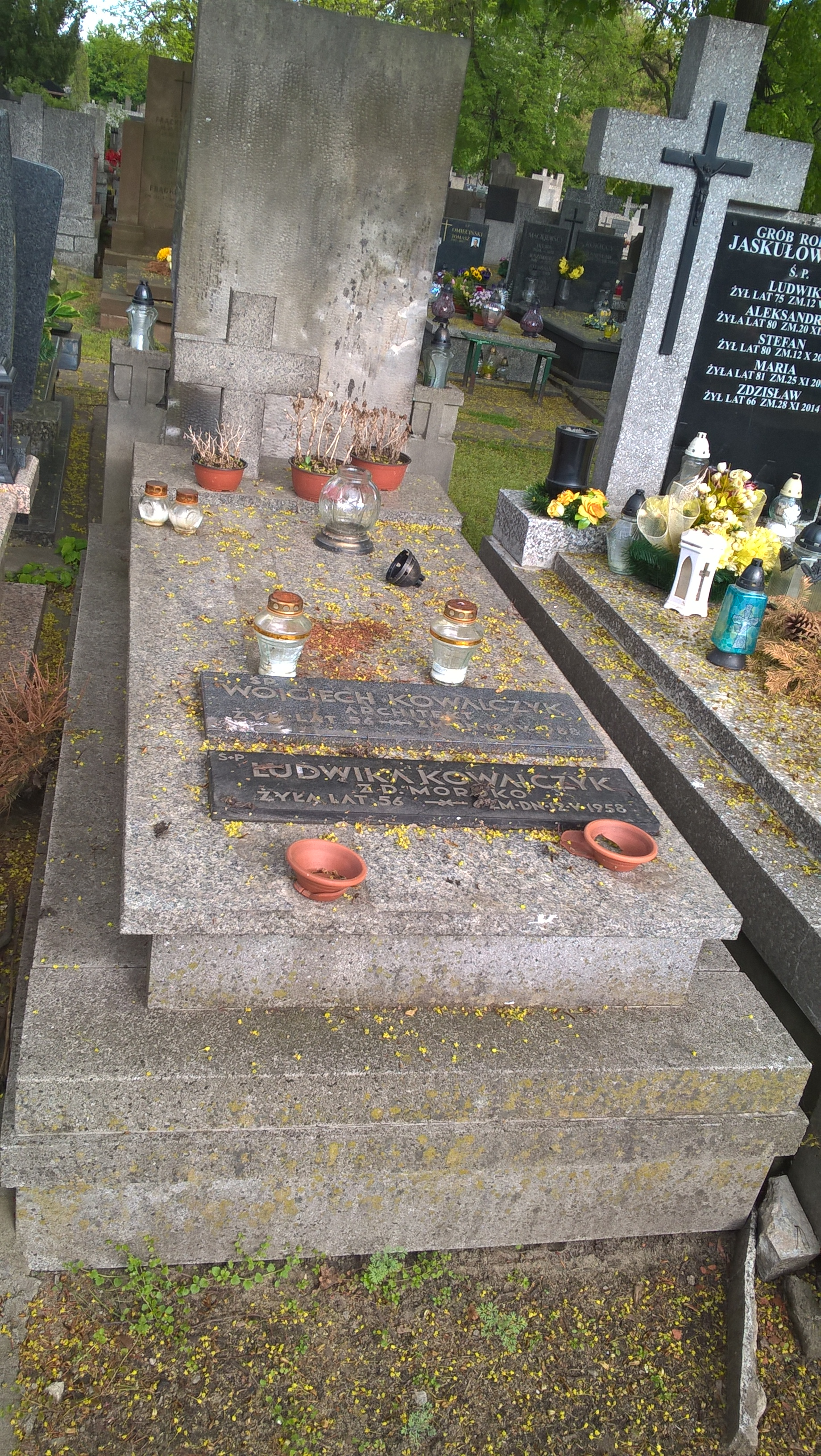
Grób Wojciecha Kowalczyka na cmentarzu Bródnowskim w Warszawie

Wojciech Kowalczyk (ur. 4 lutego 1932 w Warszawie, zm. 12 kwietnia 1988 tamże) – polski architekt, wykładowca na Wydziale Architektury Politechniki Warszawskiej.

## Życiorys
W 1959 r. ukończył studia na Wydziale Architektury Politechniki Warszawskiej. Dyplom u prof. Bohdana Pniewskiego (wysokościowy budynek hotelowy w Warszawie). Starszy asystent na Wydziale Architektury Politechniki Warszawskiej w katedrze Piotra Biegańskiego (1964–1968, 1972–1975).
Pracę zawodową rozpoczął w pracowni Bohdana Pniewskiego, gdzie współpracował przy projekcie odbudowy Teatru Wielkiego i projekcie Domu Chłopa. W 1967 r. pracował w zakładach Kruppa w Essen. W latach 70. był projektantem w BPBO Budopol w Warszawie. W 1983 r. współzałożyciel Autorskich Pracowni Architektury APA w Warszawie, gdzie prowadził własną pracownię do śmierci.
Członek SARP od 1961 r., członek prezydium OW SARP i kolegium sędziów konkursowych OW SARP, odznaczony Srebrnym Krzyżem Zasługi i Brązową Odznaką SARP.
Jego pierwszą żoną była Alina Kowalczykowa, profesor historii literatury polskiej. Jego drugą żoną była Joanna Cynke-Kowalczyk, lekarz medycyny. Dwóch synów: Michał Kowalczyk (fizyk, ur. 1957) oraz Maciej Kowalczyk (architekt, ur. 1981).
Został pochowany na cmentarzu Bródnowskim (kw. 50C, rząd 2).

## Projekty konkursowe
- Hotel Dom Chłopa w Warszawie /1957/ (współautorzy: Bohdan Pniewski, Małgorzata Handzelewicz-Wacławek, Piotr Guirard, Janina Podolewska, Jerzy Leszczyński, Andrzej Szuch) – I nagroda;
- Gmach Teatru Muzycznego w Krakowie /1972/ (współautor: Krzysztof Dyga) – I nagroda;
- Teatr w Novi Sad, Jugosławia – III nagroda;
- Dworzec kolejowy w Nowych Tychach – II nagroda;
- Teatr w Gdyni – IV nagroda;
- Ambasada PRL w Moskwie, ZSRR (współautor: Jan Bogusławski, Waldemar Hinc) – I nagroda;
- Budynek Polskich Linii Oceanicznych w Gdańsku – I nagroda;
- Budynek PAP CAF w Warszawie – I nagroda równorzędna;
- Sąd Najwyższy w Warszawie (współautor: Andrzej Ustjan i Krzysztof Dyga) – I nagroda;
- Budynek MSZ w Warszawie – IV nagroda;
- Ambasada PRL w Nowym Delhi – I wyróżnienie;

## Realizacje
- Ambasada PRL w Moskwie, ZSRR. (współautor: Jan Bogusławski, Waldemar Hinc)
- Kościół pw. św. Józefa Oblubieńca NMP w Ursusie /1978-1980/  (współautor: Andrzej Ustjan)
- Kościół pw. św. Maksymiliana na Służewcu /1979-1988/ (współautor: Andrzej Ustjan)
- Zespół budynków mieszkalnych URM przy ul. Bonifraterskiej w Warszawie /1977/ (współautor: Andrzej Ustjan, Krzysztof Dyga)
- Kościół pw. Trójcy Przenajświętszej w Stalowej Woli /1981/ (współautor: Andrzej Ustjan)